# ブレイクスルー・リッスン

観測に使用されたグリーンバンク望遠鏡

ブレイクスルー・リッスン (Breakthrough Listen) は、ブレイクスルー・イニシアチブプロジェクトのひとつであり、地球外の人工的な電波および光信号を探索するため、2016年から10年間、1億ドルの資金を使って電波観測および可視光観測を行う。

## 概要
パッシブSETIプロジェクトのひとつであり、電波観測はグリーンバンク望遠鏡（北半球）とパークス望遠鏡（南半球）を、可視光観測は自動惑星検出望遠鏡を使い、地球外生命体の発する通信を観測することを目的としている。
カリフォルニア大学バークレー校の Berkeley SETI Research Center (BSRC) が運営を行っており、このプロジェクトから生成されたすべてのデータは一般に公開される。またブレイクスルー・イニシアチブでは、そのデータを分析するためのオープンソースソフトウェアを開発する。
分散コンピューティングプロジェクトの一つである SETI@home は、従来のアレシボ天文台の観測結果と並行して、ブレイクスルー・リッスンで収集されたデータの一部も2016年から2020年まで使用し分析された。

## 運営資金
このプロジェクトはユーリ・ミルナーによる1億ドルの資金提供によって運営されている。
グリーンバンク望遠鏡を5年間に1000万ドルぶん、パークス望遠鏡を5年間に25%使用する契約を締結している。そのほか、受信するための新しい装置やプロセスの開発、職員を雇用するために使われている。

## 提携など
プロジェクト開始時に予定されていた前述の3つの望遠鏡以外に、プロジェクト開始後に提携などを結んだ団体や施設がある。
2016年10月12日、中国科学院国家天文台との間で500メートル球面電波望遠鏡とデータ共有することが発表された。
2017年5月31日、ジョドレルバンク天体物理学センターとのパートナーシップが発表された。
2018年10月2日、南アフリカ電波天文台 (SARAO) との間でMeerKAT電波望遠鏡をブレイクスルー・リッスンに参加させることが発表された。
2019年7月17日、フレッドローレンスホイップル天文台（FLWO）で運用されている en:VERITAS（超高エネルギー放射線イメージング望遠鏡アレイシステム）を使用し光学観測することが発表された。パルス光ビーコンの探索に使用される。

## 結果
2016年1月から2019年3月にかけての観測では、地球から163光年以内にある恒星1327個に1.10~3.45 GHzの範囲で調査が行われたが、電波信号とみられる痕跡は発見されなかった。